# Устопириён, Комроншох Устопирович
Комроншох Устопирович Устопириён (тадж. Устопириён Комроншоҳ Устопир, род. 7 января 1993, Матчинский район, Ленинабадская область) — таджикский самбист и дзюдоист, двукратный чемпион Азии по дзюдо, призёр чемпионатов мира по самбо.

## Биография
Окончил Худжандский государственный университет. В 2013 году на Универсиаде в Казани занял 2 место. В том же году на открытом Кубке Европы, который проходил в Киеве, удостоился золотой медали. В октябре 2015 года на турнире серии Гран-при по дзюдо в Ташкенте и позже на открытом Кубке Азии 2015 года в Тайване завоевал серебро. В мае 2015 года на чемпионате Азии в Кувейте завоевал бронзу. С 2012 года Комроншох ежегодно входит в десятку лучших спортсменов Таджикистана.
Комроншохи Устопириён в весовой категории до 90 кг, где боролись 25 спортсменов, за первое место получил золотую медаль и денежный приз. Комроншох одержав три победы над Миланом Рандлом (Словакия), Самиром Гучапшевым (Россия) и Александром Иддиром (Франция) вышел в финал. В финале он выиграл у Асета Ахметжанова (Казахстан). Бронзовые медали в этой весовой категории получили Александр Иддир из Франции и Кьюджау Нхабали с Украины.
На чемпионате Азии по дзюдо 2016 года в Ташкенте одолел всех своих соперников в весовой категории до 90 кг и стал обладателем золотой медали.
В 2021 году Комроншох Устопириён завоевал серебряную медаль в ОАЭ турнире по дзюдо Abu Dhabi Grand Slam 2021.
Первый дзюдоист Таджикистана, который стал чемпионом Азии.